# Tomàs Baiget
Tomàs Baiget Marigó (Cornellá de Llobregat, 6 de mayo de 1944) es un ingeniero y documentalista español.

## Trayectoria
En 1992, fundó la revista Information world en español, asumiendo la dirección de la misma. Esta publicación evolucionó en 1998 para convertirse en Profesional de la información (EPI), de influencia significativa en el campo. En 2025 Félix de Moya Anegón, experto en Bibliometría del Consejo Superior de Investigaciones Científicas, explica que como propietario de la revista Profesional de la Información la vendió a finales de 2023 a la empresa OAText por cerca de un millón de euros, con la condición de que su fundador Tomàs Baiget se mantuviese como editor jefe.En 1993, estableció la lista de distribución IweTel, que emergió como uno de los foros preeminentes para la discusión sobre bibliotecas, centros de documentación, bases de datos y gestión de información, con unos 6.000 suscriptores.
En el ámbito de la estrategia y prospectiva de la información, en 2005 formó el grupo de expertos ThinkEPI, que publica el Anuario ThinkEPI. Paralelamente, en el mismo año, lanzó el directorio EXIT (Expertos en el Tratamiento de la Información), con unos 5.000 profesionales. En 2008 se creó la lista Incyt, centrada en indicadores de ciencia y tecnología, y orientada a difundir noticias y novedades en el campo de la comunicación científica y la sociología de las ciencias. En 2017, dio origen a la lista de distribución Comunicación, que conecta a alrededor de 1.900 académicos de este ámbito.
Como miembro de varios grupos y asociaciones del sector, ha impartido docencia en varios másteres y forma parte de consejos editoriales de revistas científicas.

## Controversias
En agosto de 2023, se destapó a Baiget como autor de una web creada en 2008 llamada culitos.ca, renombrada ArtiCulitos.com en 2009, en la que "subía fotografías de culos de mujeres, algunas de ellas tomadas sin su consentimiento". Ante la denuncia pública de varias mujeres en la red social X, el Colegio Oficial de Bibliotecarios-Documentalistas de Cataluña calificó en un comunicado, de “inadmisible” el contenido de la web y un “caso claro de abuso sexual dado el no consentimiento de las víctimas”. El Colegio anunció que Baiget, miembro colegiado, vulneró el Código Deontológico de la profesión y anunció que emprendería medidas sancionadoras. En esa línea y tras los hechos anteriores, el 29 de agosto de 2023 la Federación Española de Sociedades de Archivística, Biblioteconomía, Documentación y Museística (FESABID), publicó un comunicado apoyando y refrendando las declaraciones de asociaciones y colegios profesionales y haciendo un llamamiento para eliminar la discriminación en el ámbito laboral de la profesión y la disciplina. El 30 de agosto de 2023 se anuncia que Rodrigo Sánchez Jiménez acepta la propuesta de Ediciones Profesionales de la Información y SCImago para asumir la dirección de la revista Profesional de la información y la editorial tras la salida de Tomàs Baiget.En 2025 la web ArtiCulitos.com vuelve a aparecer en un medio de comunicación, en una noticia sobre un entramado de compra de revistas científicas para ganar millones publicando estudios insustanciales. Una de las revistas que se mencionan es Profesional de la Información, vendida por un millón de euros a finales de 2023 a OAText y que ya en enero de 2024 figuraba en manos de Oxbridge (Oxbridge Publishing House es una empresa que juega con los nombres de las prestigiosas universidades de Oxford y Cambridge, pero no tiene nada que ver con ellas).